# Pellegrino di Colonia
Pellegrino (c. 985 – 25 agosto 1036) fu  arcivescovo di Colonia (1021-1036) e, dal 1031, arcicancelliere del Regno d'Italia nel Sacro Romano Impero.

## Biografia
Non si sa con certezza se discendeva dai conti di Isengau oppure dal margravio Aribo d'Austria.
Era un prelato-guerriero e accompagnò gli Imperatori Enrico II e Corrado II nelle loro spedizioni nel Mezzogiorno, ebbe anche il comando di una divisione dell'esercito imperiale che marciava verso sud attraverso la Penisola italiana nel 1024.
Dal 1016 al 1021, Pellegrino fu prevosto della Cattedrale di Bamberga, il 29 giugno 1021, Enrico II lo nominò arcivescovo di Colonia e, nella Pasqua 1028, Pellegrino incoronò il figlio di Corrado II, Enrico III re di Germania ad Aquisgrana.
Durante la campagna del 1024 marciò con le sue forze lungo la costa occidentale attraverso lo Stato Pontificio. Incaricato di arrestare l'abate di Montecassino, Atenolfo, e il principe di Capua, Pandolfo IV, egli assediò Capua dopo aver oltrepassato la grande abbazia, che Atenolfo abbandonò frettolosamente. Poiché Pandolfo non aveva più la lealtà della popolazione e dei mercenari Normanni, le porte della città furono presto aperte all'arcivescovo e Pandolfo fu costretto ad arrendersi.
Invece di muovere a est verso Troia, dove il resto delle armate imperiali si stavano ammassando, egli si diresse a Salerno e iniziò l'assedio. Il Duca di Napoli, Sergio IV fu preso da una paura tale che si arrese senza neppure la minaccia di un assedio.
Dopo solo un mese Pellegrino lasciò l'assedio di Salerno in cambio di ostaggi e raggiunse il resto dell'esercito dell'Imperatore Enrico. L'arcivescovo dovette intervenire per salvare la vita di Pandolfo, che l'imperatore stava per far uccidere.
Il successivo assedio fallì e l'esercito tornò in Germania.
Pellegrino ottenne per Colonia il diritto di coniare moneta per sé e per Andernach.
Fu sepolto nella Basilica dei Santi Apostoli, a Colonia.